# Модестов, Владимир Александрович
Владимир Александрович Модестов (27 июля 1929, Москва — 28 мая 2004) — конструктор ракетно-космической техники, Герой Социалистического Труда (28.04.1963), лауреат Ленинской премии.

## Биография
Выпускник МВТУ имени Н. Э. Баумана (1953).
С 1952 года работал в ОКБ завода № 51 Министерства авиационной промышленности СССР. Специалист в области баллистики и аэродинамики летательных аппаратов. Ученик и многолетний соратник В. Н. Челомея.
С 1974 года заместитель генерального конструктора НПО машиностроения по расчетно-теоретическому комплексу.
Проекты, в которых принимал участие:
- противокорабельные крылатые ракеты, стоящие на вооружении современных атомных подводных лодок и тяжелых авианесущих крейсеров;
- межконтинентальные баллистические ракеты УР-100;
- создание космических систем и аппаратов по заказу Министерства обороны — морской космической разведки и целеуказания, пилотируемых орбитальных станций и тяжелых транспортных кораблей снабжения (ТКС) комплекса «Алмаз».

Кандидат технических наук, доцент кафедры «Системы автоматического управления» МВТУ.
Умер 28 мая 2004 года. Похоронен на участке № 77-а Центральной (новой) территории Николо-Архангельского кладбища (Московская область, Балашихинский район).

Могила Модестова на Николо-Архангельском кладбище Москвы.

## Награды
- Герой Социалистического Труда — Указом Президиума Верховного Совета СССР (с грифом «не подлежит опубликованию») от 28 апреля 1963 года «за большие заслуги в деле создания и производства новых типов ракетного вооружения, а также атомных подводных лодок и надводных кораблей, оснащенных этим оружием, и перевооружения кораблей Военно-Морского Флота» удостоен звания Героя Социалистического Труда с вручением ордена Ленина и золотой медали Серп и Молот[1][2]
- Ленинская премия 1959 года — за создание ракеты П-5.

Награждён орденом Трудового Красного Знамени (1976), медалями СССР и РФ.